# The Ultimate Warrior
Warrior, nato James Brian Hellwig e meglio conosciuto con il ring name The Ultimate Warrior (Crawfordsville, 16 giugno 1959 – Scottsdale, 8 aprile 2014), è stato un wrestler statunitense noto per i suoi trascorsi nella World Wrestling Federation tra il 1987 e il 1991 e di nuovo tra il 1992 e il 1996.
Ha vinto una volta il WWF Championship sconfiggendo Hulk Hogan nel Main event di WrestleMania VI da campione intercontinentale in carica, diventando l'unico atleta nella storia della federazione a detenere contemporaneamente i due principali titoli maschili; ha vinto il titolo intercontinentale anche in un'altra occasione.
Nel novembre 1998 si è ritirato dal mondo del wrestling, ma ha disputato un ultimo incontro in Spagna il 25 giugno 2008; tre giorni prima della sua morte era stato inserito nella WWE Hall of Fame.

## Biografia

### Primi anni
Nato col nome di James Brian Hellwig, è il primo di cinque figli: il padre abbandonò la famiglia quando era ancora piccolo, cosa che generò in lui un forte contrasto verso il genitore che proseguirà per il resto della sua vita con anni di totale rottura (come i cinque precedenti alla malattia e conseguente morte dell'uomo, avvenuta nel 1996, che portò ad un breve riavvicinamento).
Cresciuto assieme ai quattro fratelli dalla madre, si rivelò un ottimo studente e giocò a football americano: proprio su consiglio del suo allenatore, che lo invitò ad incrementare la massa muscolare, si avvicinò al culturismo, ambiente dove ricevette la prima proposta di partecipare a un incontro di wrestling.

## Carriera

### World Class Championship Wrestling (1986–1987)

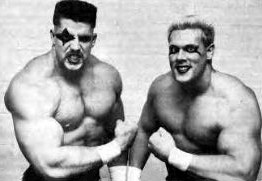
The Blade Runners (Rock & Flash)

Con il nome di Jim Hellwig nel 1985 formò, assieme a Steve "Flash" Borden, Glory e Commando, il Power Team USA; fu Red Bastein, ex campione della WWF e della AWA, a scoprirlo e a scommettere su di lui. Hellwig e Borden si rivelarono i più talentuosi del team e insieme andarono a combattere a Memphis in coppia con il nome di "Freedom Fighters". La paga era di 25-30 dollari a serata, sufficiente solo a coprire il costo di ogni viaggio.
Hellwig cominciò quindi a farsi chiamare Rock ma il successo lo ottennero quando iniziarono a farsi chiamare The Blade Runners come il film di Scott del quale entrambi fecero da comparse; non vennero tuttavia salutati con simpatia dai veterani del ring e furono accusati di sapersi solo iniettare steroidi nelle vene. La coppia andò quindi a lottare nella regione Mid-South grazie anche alla collaborazione di Eddie Gilbert: debuttarono come Blade Runners sconfiggendo gli avversari in 28 secondi. In seguito Rock e Flash (successivamente Sting) parteciparono il 30 maggio 1986 al torneo di assegnazione del primo titolo UWF, ma Hellwig perse al primo turno contro Ted DiBiase e Sting venne eliminato, sempre al primo turno, da Kamala. Il torneo venne vinto da Terry Gordy. Sting continuò a lottare in coppia con Rick Steiner, mentre Hellwig passò alla World Class (WCCW) di Fritz Von Erich sotto il nome di Dingo Warrior.
Fu nella World Class che cominciarono a delinearsi le caratteristiche del futuro Ultimate Warrior, prima su tutte il passaggio tra le file dei babyface dopo essere stato tradito dai compagni in un six-men tag match. In seguito, in coppia con Lance Von Erich, diventò campione di coppia battendo Buzz Sawyer e Matt Borne il 17 novembre 1986, ma persero le cinture poco dopo. Dingo Warrior, come singolo, successivamente diventò il nuovo campione del Texas e mantenne il titolo per quattro mesi, per poi perderlo contro Al Perez.

### World Wrestling Federation (1987–1991)

#### Inizi (1987–1988)

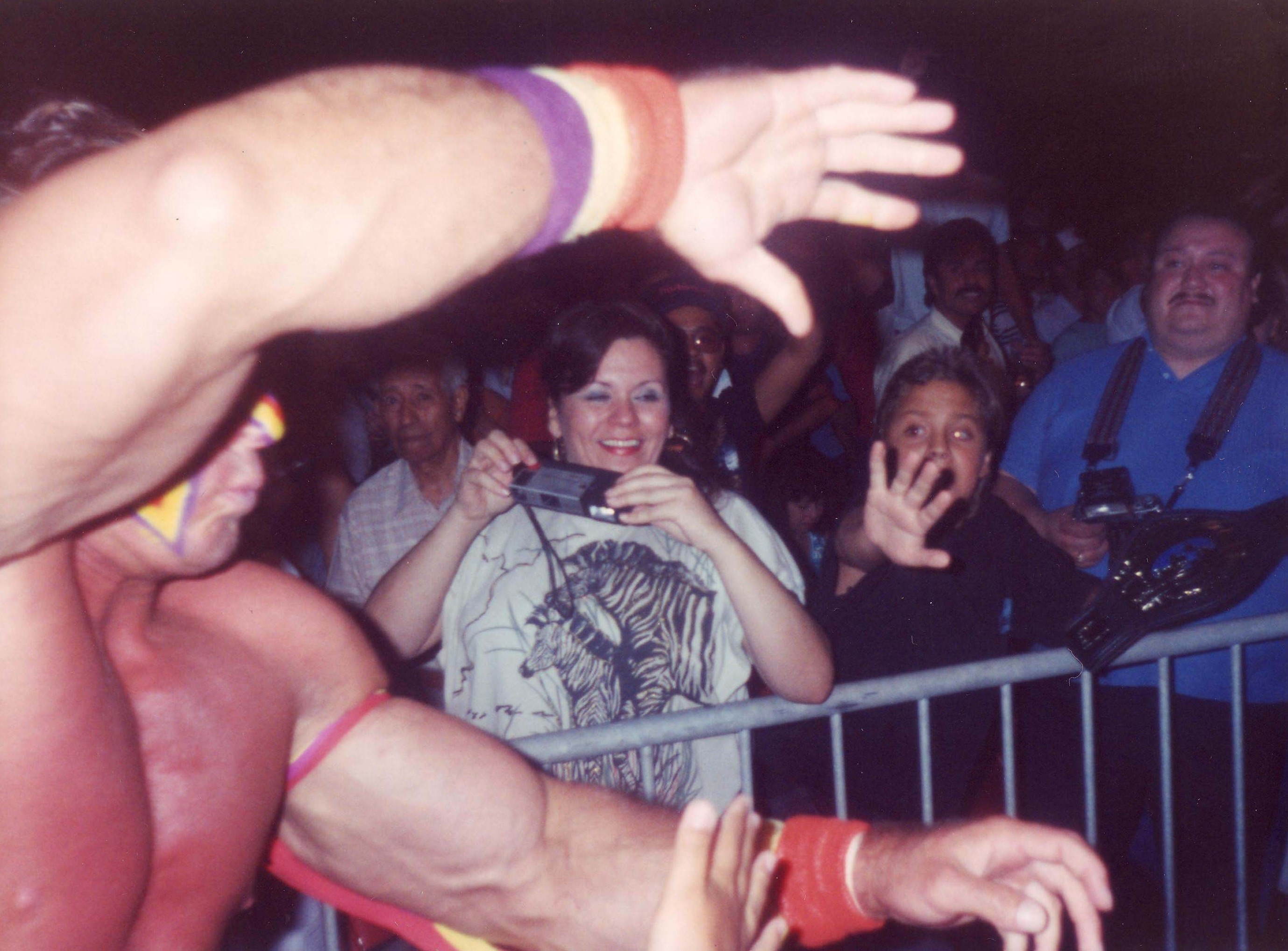
Warrior era conosciuto per le sue altamente energetiche entrate sul ring

Hellwig ricevette una chiamata dalla New Japan per combattere una serie di match contro una stella emergente dell'epoca, Vader, ma allo stesso tempo Vince McMahon si accorse del suo talento e gli fece firmare un contratto a gettone per la seconda metà del 1987. Approdato alla WWF venne fuori il problema relativo al nome del suo personaggio: alla compagnia erano infatti già presenti i Road Warriors e Texas Tornado (che si faceva chiamare Modern Day Warrior); nel girare il promo d'esordio, tuttavia, Hellwig fece capire di essere un guerriero particolare, diverso dagli altri lottatori che portavano quel nome, affermando: "I'm not this warrior, I'm not that warrior, I am the ultimate warrior!". L'affermazione piacque a McMahon, che optò proprio per quel nome: da allora, per tutto il periodo in cui militerà nella compagnia di Stamford, egli sarà solo e soltanto The Ultimate Warrior.
Il suo stile di lotta si caratterizzava per l'uso esclusivo delle cosiddette power moves allo scopo di mettere in evidenza la sua forza bruta; egli inoltre si distingueva per la sua entrata, che lo vedeva giungere sul ring correndo per poi scuotere le corde.

#### Intercontinental Championship (1988–1990)

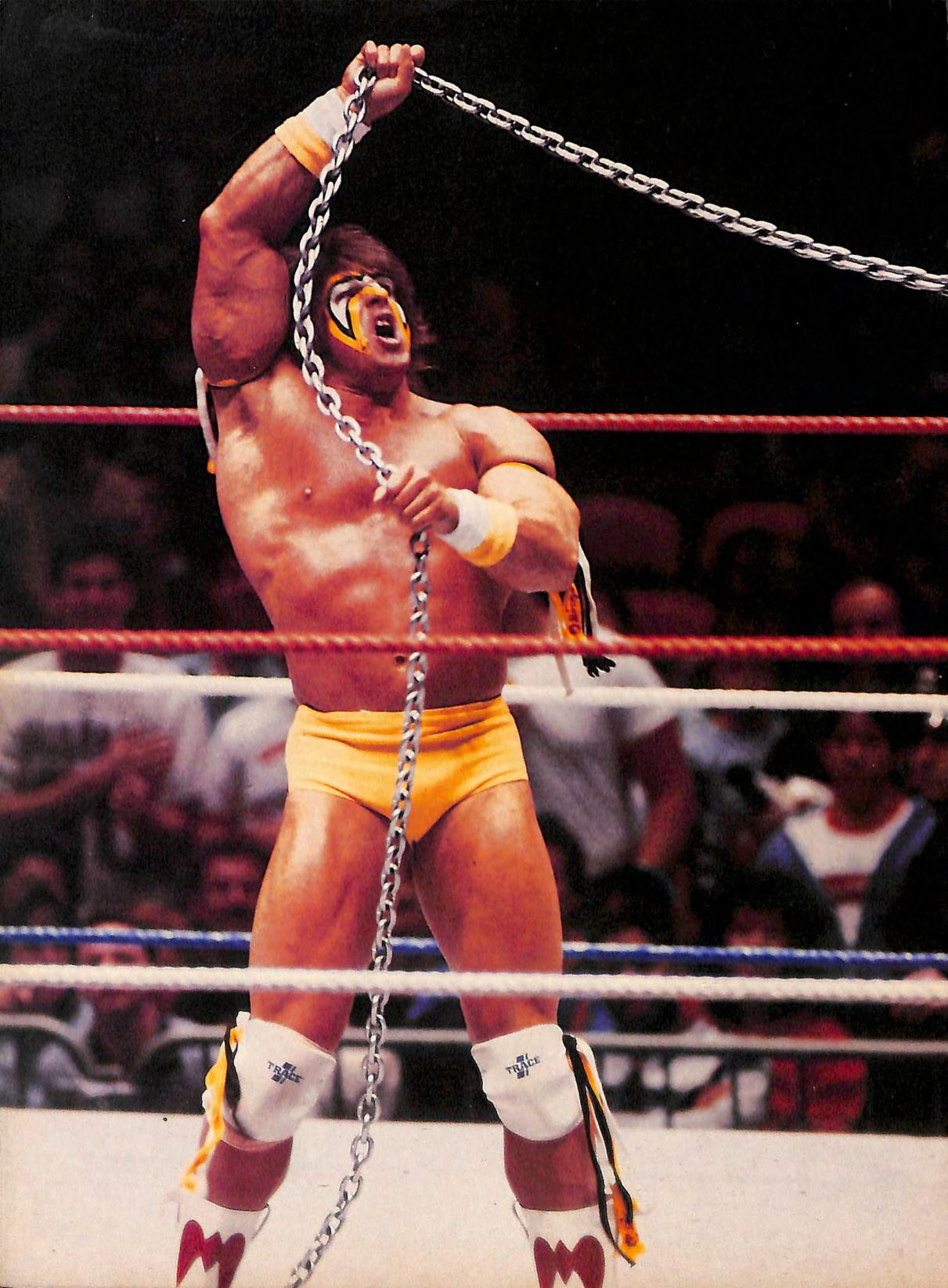
Ultimate Warrior sventola la catena di Hercules Hernandez (1988)

Nel gennaio 1988 partecipò alla primissima edizione della Royal Rumble, composta da 20 combattenti a eliminazione; l'atleta venne eliminato da Dino Bravo e da One Man Gang. La prima faida di rilievo per Warrior fu con Hercules Hernandez, contro il quale combatté a WrestleMania IV il 27 marzo 1988: Warrior vinse rovesciando la Full Nelson di Hercules in un pin vincente. Si affrontarono anche in Italia, nella primavera dello stesso anno a Milano in occasione dello European Tour della WWE; il risultato di quel match fu un doppio count-out.
Dopo la vittoria a WrestleMania la sua popolarità cominciò a crescere e la vittoria in un Weasel Suit Match contro Bobby "The Brain" Heenan in occasione del Wrestle Fest di Milwaukee contribuì a renderlo sempre più presente nel cuore dei fan. Ormai era una delle prime stelle della federazione e divenne il primo sfidante del titolo Intercontinentale di Honky Tonk Man (il cui manager era Jimmy Hart, detto "The Mouth of the South"): Brutus "The Barber" Beefcake, una settimana prima di SummerSlam 1988 (tenutosi il 29 agosto), secondo la storyline venne infortunato da "Outlaw" Ron Bass durante una puntata di Wrestling Challenge (in realtà era reduce da un grave incidente di sci nautico) e Warrior diventò l'avversario misterioso di Honky Tonk Man. Al Madison Square Garden bastarono 31 secondi a Warrior per schienare Honky Tonk e diventare il nuovo campione, ponendo fine a quello che al tempo era il più lungo regno di campione intercontinentale della storia della federazione.
Dopo alcune difese del titolo contro l'ex campione, "Ravishing" Rick Rude (guidato da Heenan) venne nominato primo sfidante. Rude, che allora si vantava di avere il più bel fisico della WWE, decise di sfidare Warrior alla Royal Rumble 1989 in gennaio in un Super Pose Down contest. La sfida venne vinta dal Guerriero, anche per il grande favore del pubblico nei suoi confronti. A WrestleMania V, il 2 aprile 1989, si svolse infine l'atteso match: dopo nove minuti Warrior si trovò nella condizione di chiudere la contesa, ma mentre stava per eseguire un suplex a cavallo delle corde per riportare Rude dentro il ring Heenan colse l'occasione e lo sgambettò, permettendo al suo cliente di eseguire il pin vincente e di vincere l'ambito titolo intercontinentale.
Divenuto nuovamente sfidante, Ultimate Warrior si trovò a fronteggiare un nemico in più: Rude allora godeva infatti della protezione di André the Giant, che già in precedenza aveva attaccato Warrior durante alcuni match. La rivincita ebbe luogo a SummerSlam: Rude mise in seria difficoltà il guerriero ma commise l'errore di distrarsi per concentrarsi su "Rowdy" Roddy Piper, che era a bordo ring. Warrior ne approfittò e divenne nuovamente campione Intercontinentale per la seconda volta. Nuovo sfidante venne nominato André the Giant e per il gigante francese questo fu l'ultimo feud della sua carriera come lottatore singolo. Questo feud segnò un altro punto importante nella carriera in ascesa di Warrior, in quanto egli riuscì ad effettuare un bodyslam su Andrè, impresa riuscita in passato solo a pochi wrestler, incluso Hulk Hogan durante il loro match storico a WrestleMania III il 29 marzo 1987. Gli incontri tra i due vennero vinti tutti da The Ultimate Warrior, quasi tutti per schienamento nel giro di pochi secondi, e si disputarono principalmente durante house show di minore rilievo.

#### WWF Champion (1990–1991)

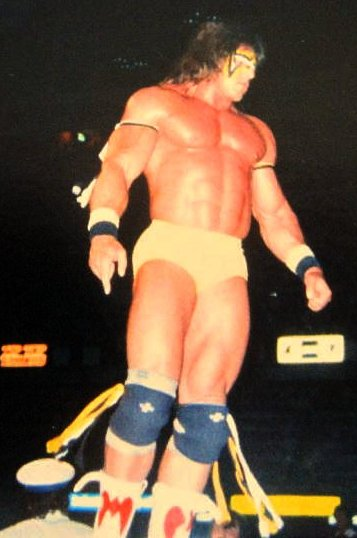
The Ultimate Warrior

Intorno alla fine del 1989 Warrior si trovò a combattere il duo Dino Bravo - Earthquake, capeggiato da Jimmy Hart. In un match di questi Warrior, trovandosi in seria difficoltà contro Earthquake, venne aiutato da Hulk Hogan; pochi giorni dopo fu Warrior a restituire il favore all'Hulkster ma questi, come aveva fatto il guerriero, dimostrò apertamente di non gradire l'aiuto dell'amico-rivale. Comunque, nel tentativo di superare queste divergenze, Warrior venne invitato da Hogan a sfidare in un Tag Match Mr. Perfect e "The Genius" Lanny Poffo, in occasione di un Saturday Night's Main Event. Lì però i problemi e la rivalità tra i due riemersero: con Hulk a bordo ring, Warrior stese i due avversari con una double-clothesline e mentre Hulk si avvicinò al compagno per congratularsi, Warrior colpì inavvertitamente Hogan con un'altra clothesline. Hulk però, un mese prima, alla Royal Rumble 1990, aveva fatto altrettanto eliminando involontariamente il Guerriero.
McMahon si convinse di aver trovato in lui il degno erede di Hogan: Warrior, insomma, sarebbe dovuto diventare l'icona WWF degli anni novanta e decise quindi di concedergli un title shot, ma l'avvenimento e le circostanze volevano che il passaggio di consegne tra i due beniamini avvenisse in maniera solenne. WrestleMania VI era alle porte e l'incontro fu memorabile per l'atmosfera creatasi allo Skydome, col pubblico diviso in due fazioni, gli Hulkamaniacs e i Warriors.
A quella che venne chiamata The Ultimate Challenge (la sfida definitiva) assistettero 67678 spettatori. 22 minuti e 53 secondi, 3 conteggi non segnalati, con entrambi i wrestler a fallire le loro finisher, entrambi una volta KO. Il finale fu emozionante: pugno in testa di Hogan a Warrior, un secondo, un terzo, big boot, legdrop che Warrior evitò per poi eseguire il suo big splash, conteggio e Warrior nuovo WWF Champion. Hulk Hogan consegnò di propria iniziativa la cintura al Guerriero, sancendo ufficialmente il passaggio della "torcia".
Il guerriero diventò il primo wrestler a detenere sia il titolo mondiale sia il titolo intercontinentale, sebbene quest'ultimo gli venne tolto il giorno dopo.
La prima difesa del titolo avvenne in Giappone il 13 aprile in occasione del Wrestling Summit contro Ted DiBiase. Negli States, invece, Warrior sconfisse in sequenza Haku, Earthquake, Mr. Perfect (che era diventato il nuovo campione intercontinentale), Rick Martel, Dino Bravo e Akeem. Successivamente, venne sfidato da "Ravishing" Rick Rude, l'unico che poteva vantarsi di aver sconfitto (seppure non in maniera pulita) il Guerriero nella WWF. Il culmine della seconda faida tra i due si ebbe nel Cage Match a SummerSlam, dove Warrior riuscì a sconfiggere l'odiato rivale. 
Sconfitto definitivamente Rick Rude, Randy Savage, divenuto tra l'altro Macho King (in quanto vincitore del King of the Ring), divenne il nuovo primo sfidante. Il primo incontro si svolse in un House Show in ottobre e Savage venne umiliato e sconfitto in 40 secondi. In quella circostanza, per la prima e unica volta, Warrior si presentò sul ring senza la sua maschera dipinta in volto.
In seguito, durante un match tra Warrior e DiBiase, Savage e Sherri attaccarono il guerriero, al quale ripetutamente venne chiesta una nuova opportunità, che però Warrior non concesse. 
Intanto Sgt. Slaughter, che proprio in quei giorni tradì la patria schierandosi con l'Iraq, venne nominato primo contendente per il titolo e il 19 gennaio, a Miami in Florida, in occasione della Royal Rumble, sfidò e sconfisse Warrior, grazie all'interferenza di Macho King e di Sherri.

#### Varie faide (1991)

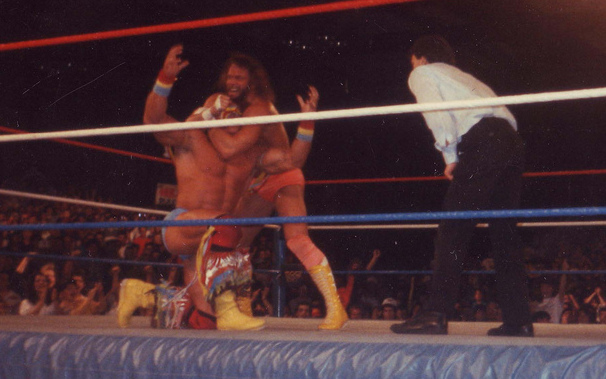
Ultimate Warrior mentre lotta contro Randy Savage

A WrestleMania VII The Ultimate Warrior si trovò a dover combattere contro Randy Savage in un "career ending match": Warrior vinse il match in maniera trionfale con un piede sopra il petto di Macho Man, ponendo momentaneamente fine alla carriera di Savage, mentre subito dopo WrestleMania accettò la sfida postagli da The Undertaker, che tra l'altro in un famoso Funeral Parlour chiuse il guerriero in una bara. Warrior uscì in tutti gli incontri vittorioso per pin o per DQ, ma subì il tradimento dell'amico Jake the Snake Roberts che si alleò con il becchino.
A SummerSlam Warrior fece coppia con Hulk Hogan contro Sgt. Slaughter, Colonel Mustafa e Gen. Adnan, con Sid Justice, da poco entrato in federazione, arbitro speciale. Al termine del vittorioso match, Warrior e Hogan avrebbero dovuto posare nel ring per i fan insieme con Sid Justice ma Warrior se ne andò negli spogliatoi sparendo letteralmente dalla scena.
Il 10 luglio 1991 Warrior inviò una lettera a Vince McMahon chiedendo un nuovo contratto e in particolare 550 000 dollari per l'esibizione a WrestleMania VII, un numero massimo garantito di giorni lavorativi al mese, le migliori condizioni di viaggio possibili e una maggiore percentuale sulle vendite del merchandising; nella missiva Warrior sottolineava che i 550 000 dollari "non erano neanche la cifra giusta" e che "(Warrior) significava tanto o di più per lo spettacolo di Hulk Hogan", concludendo il tutto affermando che in caso di mancato accoglimento delle sue richieste non avrebbe partecipato agli show della WWF. La WWF rispose il 13 luglio accettando di corrispondere la cifra per WrestleMania VII, assicurando che Warrior avrebbe ricevuto un tasso di royalty più alto e sottolineando che nessun altro wrestler sarebbe stato pagato più di lui; McMahon concluse personalmente la lettera dicendo: "Vorrei esprimere il mio più vivo apprezzamento e ammirazione per te come professionista, come membro della famiglia WWF, come uomo e come mio amico".
Subito dopo la fine del pay-per-view SummerSlam, tuttavia, la WWF consegnò a mano a Warrior una lettera datata 26 agosto (giorno dell'evento) che sanciva la sospensione dello stesso con effetto immediato; tra le altre cose McMahon scrisse: "tu ci hai minacciato di 'stare a casa' e quindi avresti disertato anche il prossimo pay-per-view SummerSlam. Non ho avuto altra scelta che aderire alle tue richieste esorbitanti. Questo è stato un grave errore da parte tua". Nel processo che si sarebbe tenuto tra le parti da lì a pochi anni il patron della WWF affermò che l'unico motivo per cui l'azienda aveva accettato il contratto era "accondiscendere alle sue richieste temporaneamente" al fine di far sì che Warrior avrebbe partecipato a SummerSlam. Dopo aver ricevuto la lettera, il Guerriero rifiutò la sospensione e lasciò la WWF inviando formalmente la sua lettera di dimissioni nell'ottobre 1991, ma la federazione rifiutò di accettarle dato che Ultimate Warrior era sotto contratto fino al settembre 1992.

### Breve ritorno in WWF (1992)
Con Hulk Hogan in procinto di lasciare la WWF tra la metà del 1993 e l'inizio del 1994, Vince McMahon contattò il Guerriero per tornare nella federazione e renderne il wrestler face di punta. 
Il ritorno avvenne a WrestleMania VIII, quando Warrior fece il suo rientro per salvare Hulk Hogan da un attacco di Sid Justice e Papa Shango. I due più amati dai fan poterono festeggiare insieme, tra grida e fuochi d'artificio.
Proprio contro Sid Justice si sarebbe dovuto disputare un match a Summerslam, ma Justice lasciò la federazione anzitempo per problemi contrattuali. Warrior si concentrò dunque su Papa Shango, col quale iniziò una rivalità caratterizzata da numerosi "siparietti" irreali che vennero molto criticati dalla stampa specializzata dell'epoca per la poca credibilità, come quando Papa Shango provocò forti spasmi addominali a Warrior grazie ai suoi "poteri magici" o quando, durante un'intervista, dalla fronte di Warrior iniziò a colare un copioso liquido nero (presumibilmente conseguenza di uno degli incantesimi di magia nera di Shango). Warrior successivamente unì le sue forze col vecchio rivale The Undertaker, all'epoca impegnato in feud con The Berzerker, alleato di Papa Shango.
Sparito Hulk dalle scene, intanto Randy Savage era tornato campione. Warrior fu nominato primo sfidante. L'incontro si tenne a SummerSlam, al Wembley Stadium di Londra. Warrior vinse il match per count-out ma non il titolo.
Nel novembre 1992, Warrior doveva essere il tag team partner di Savage (col nome Ultimate Maniacs) per affrontare Ric Flair e Razor Ramon a Survivor Series; ma poche settimane prima dell'evento, Ultimate Warrior venne licenziato dalla WWF. Mr. Perfect lo sostituì nel match,  affiancando così Savage, e tradendo Heenan e Flair, di cui in quel periodo gli faceva da manager, diventando un face.
Il piano iniziale per il ritorno del guerriero nel 1992 era quello di dargli un'altra vittoria del titolo assoluto. Ciò doveva avvenire inizialmente a Summerslam nel match contro Randy Savage, con l'aiuto di Flair e Mr.Perfect, divenendo poi un heel. Ma a pochi giorni dall' evento, Warrior ci ripensò. Tuttavia, il suo ritorno è coinciso con un giro di vite del governo sugli steroidi nel wrestling, e Warrior ne fece un grande uso di steroidi durante la sua carriera professionale. Nel suo libro Sex, Lies and Headlocks, il giornalista sportivo di ESPN Shaun Assael ha dichiarato che il farmacista canadese Mauro Di Pasquale riuscì a dimostrare l'utilizzo di steroidi anche da parte di Ultimate Warrior nel mese di settembre. Convinse pertanto McMahon (che era sotto il controllo federale al momento, perché accusato di fornire illegalmente steroidi ai suoi lottatori), che era conveniente per la sua società rescindere il contratto con alcuni dei suoi wrestler, tra i quali British Bulldog e appunto the Ultimate Warrior.

### Semi-ritiro e nuovo ritorno in WWF (1993–1996)
Tra il novembre 1992 e il luglio 1995, Warrior era un wrestler semi-ritirato. Nel 1993 girò anche un film, Fire Power, di scarso successo e fece sporadiche apparizioni nelle federazioni indipendenti.
Intorno alla fine del 1995 Vince McMahon contattò Ultimate Warrior per proporgli di ritornare, ma inizialmente declinò l'offerta, dichiarando tranquillamente che, in virtù della popolarità di cui godeva e soprattutto a causa delle altre iniziative che intanto aveva intrapreso (la Warrior University e la serie di fumetti dedicati proprio al Guerriero), avrebbe meritato un contratto particolare e non standard.
Successivamente venne contattato da Linda McMahon, la quale con la sua abilità riuscì a raggiungere un accordo economico, che in sostanza prevedeva che la WWF gli avrebbe concesso una percentuale sul ricavato del merchandising del suo personaggio mediante anche la promozione, da parte della federazione stessa, dei "comic book" disegnati dallo stesso Warrior e della sua Università.
Warrior fece pertanto il suo ritorno ad Anaheim, California, il 31 marzo 1996 in occasione di WrestleMania XII, nella quale affrontò e sconfisse Triple H in pochissimi minuti.
In seguito, disputò una breve faida con l'allora campione intercontinentale Goldust, ma tutti i match tra i due si conclusero per vittoria di Warrior per count-out, con esclusione del match per le qualificazioni a King of the Ring 1996 che terminò con un doppio count-out.
Cominciò quindi una faida con Jerry Lawler, che culminò in un'altra vittoria a King of the Ring 1996. Nei vari house show, lottò con molti atleti del roster, tra cui Vader, Owen Hart e Isaac Yankem (il futuro Kane).
Nel mese di luglio del 1996 era in una faida insieme al campione WWF Shawn Michaels e al campione intercontinentale Ahmed Johnson contro British Bulldog, Owen Hart e Vader, guidati da Jim Cornette
Solamente quattro mesi dopo il suo secondo ritorno, le strade di Warrior e della WWF tornarono a separarsi. Secondo quanto riferito dalla World Wrestling Federation nel DVD "Self Destruction of The Ultimate Warrior", Warrior non si presentò a diversi house show per i quali era stata annunciata la sua presenza. La WWF allora sospese il guerriero e gli impose un contratto in cui si impegnava a non assentarsi più a determinati eventi pena l'immediata rescissione del contratto; Warrior, ritenendo umiliante tale trattamento, rifiutò e ciò portò alla rescissione del contratto. Il Guerriero contestò la spiegazione data da McMahon, sostenendo che la vera ragione per cui egli decise di saltare questi eventi era dovuta ad una violazione del contratto da parte dello stesso McMahon, poiché la WWF aveva venduto il suo merchandising senza dargli una percentuale come precedentemente pattuito; sostenne inoltre che durante quel periodo dovette recarsi ad assistere il padre, gravemente ammalato e che morì di lì a poco. L'ultima sua apparizione avvenne durante una puntata di Raw, dove sconfisse per squalifica Owen Hart, dopo l'intervento di Vader e British Bulldog. Era in programma contro quest' ultimo un match a Summerslam, ma dopo questo ennesimo divorzio dalla federazione, venne sostituito da Sycho Syd.
Terminò così anche questa avventura in WWF che si rivelò alquanto fallimentare nonostante le divergenze tra il lottatore e la federazione. L'entusiasmo del pubblico per il suo ritorno durò soltanto per la serata di WrestleMania XII, per poi stancarsi il giorno dopo. Nel periodo in cui era semiritirato, il wrestling iniziò a cambiare verso un format sempre più estremo e meno indicato alle famiglie. L'era delle gimmick, di cui il guerriero era uno di quelli più rappresentativi, volgeva ormai sul viale del tramonto, ed Ultimate Warrior era rimasto lo stesso di quell' epoca, quando vinceva le cinture da singolo. Tuttavia McMahon volle credere in lui con l'intento di farlo diventare campione WWF e poter rilanciare una federazione che in quell' istante latitava dal punto di vista degli ascolti televisivi. Come se non bastasse Bret Hart, scontento per aver ceduto la cintura WWF a Shawn Michaels, oltre al cambio di pelle della federazione verso l'era attitude, meditava di lasciare la WWF per andare alla concorrente WCW. Quindi Ultimate Warrior, sembrava il sostituto ideale, in caso di addio del canadese, che poi non avvenne e rimase a Stamford.
Warrior, sentendosi dalla parte della ragione, spostò gli scontri con la federazione in tribunale e intentò una causa alla WWF, e a Vince McMahon al fine di ottenere il 100% dei diritti sulla proprietà del marchio "Ultimate Warrior", proprio per non incorrere più nei problemi sopra citati. Il giudice gli diede ragione, che divenne l'unico proprietario dei diritti sul suo personaggio.

### World Championship Wrestling e ritiro (1998)
Nonostante le azioni legali in corso, nel dicembre 1997 Vince McMahon ancora una volta offrì un nuovo contratto per il ritorno di Ultimate Warrior nella World Wrestling Federation.
L'offerta prevedeva un contratto della durata di 5 anni a 750 000 dollari l'anno, più il 35% del merchandising ed un massimo di 14 giorni lavorativi al mese, ma il wrestler rifiutò la proposta.
A metà 1998, Eric Bischoff e Warrior stipularono un contratto della durata di sei mesi.
Fece la sua prima apparizione a Nitro quando Hulk Hogan, nell'accettare la sfida lanciatagli dal commissioner James Dillon, che aveva indetto per Fall Brawl un match a tre team rappresentanti WCW, NWO Hollywood e NWO Wolfpac, dove il wrestler vincente avrebbe sfidato all'Halloween Havoc il campione WCW Goldberg, affermò che non c'era nessuna guerra che non potesse vincere né tantomeno nessun guerriero che non potesse battere. Le luci si spensero e, tra rumori di scosse elettriche e col fumo che coprì interamente l'arena, Warrior debuttò in WCW. Durante il suo promo, prese in giro sia Hogan, sia Bischoff che Disciple, annunciando una rivoluzione che avrebbe soverchiato la nWo e Hogan stesso: la oWn, One Warrior Nation (in pratica la scritta nWo al contrario).
A Fall Brawl, nei War Games, l'apparizione di Warrior durò pochi minuti poiché nel tentativo di raggiungere Hogan fuori dalla gabbia, sfondò la recinzione e cadendo si procurò uno strappo al tricipite destro. Malgrado i dottori gli avessero prescritto riposo assoluto per due mesi per dare tempo sufficiente al suo braccio di guarire, iniziò la rieducazione immediatamente con esercizi fisici leggeri ogni giorno. Dato che la lesione lo rese incapace di combattere, cominciò a realizzare dei promo per fare un grosso lancio pubblicitario per il rematch di Halloween Havoc contro Hogan. Nonostante questo il match deluse le aspettative e Warrior venne sconfitto da Hogan grazie all'interferenza di Horace Hogan che lo colpì con una sedia d'acciaio.
La notte successiva, Nitro era dal vivo da Phoenix, dove Warrior risiedeva. Fece una breve apparizione alla fine dello show facendo intuire che la contesa con Hogan doveva proseguire: dopo tutto mancavano ancora due mesi allo scadere del suo contratto. Quella fu la sua ultima apparizione in un programma della WCW. In precedenza, l'unica nota da sottolineare, fu la riunificazione degli ex Blade Runners, Sting e Warrior per un match contro Hogan e Bret Hart, a 13 anni dal loro primo incontro.
La settimana seguente, Nitro si svolgeva presso Kansas City. Warrior, come del resto tutti gli altri wrestler, ricevette un biglietto d'aereo per recarsi in città, ma quando giunse nell'edificio, si meravigliò dello stupore che avevano le persone nel vederlo, in quanto non era previsto nessun angle nel quale apparire. Nelle settimane successive, riferì di aver cercato di contattare Eric Bischoff per ben sedici volte, ma quest'ultimo non lo richiamò, il quale ricevette dunque il compenso per i due mesi finali del contratto senza più apparire in show televisivi.
Bischoff invece affermò, sempre nel DVD WWE dedicato a Warrior, che i progetti per lui erano a lunga scadenza in WCW e che l'unico motivo per il quale il rapporto era durato solo un paio di mesi era da ricercarsi nelle assurde pretese economiche avanzate dall'atleta.
Anni dopo Warrior affermò di aver capito che l'unico motivo per il quale era stato contattato dalla WCW era per concedere una rivincita ad Hulk Hogan che gli aveva concesso il job nel famoso match di otto anni prima e a rivincita avvenuta, in pratica non vi erano altre ragioni per tenerlo negli schermi della WCW. Warrior annunciò il suo definitivo ritiro dal wrestling sul finire del 1998.

### Nu-Wrestling Evolution (2008)
Nell'aprile 2008, Warrior apparve in uno show della Nu-Wrestling Evolution a Madrid ed attaccò Orlando Jordan, colpevole di aver importunato un fan. Questi, in seguito, affermò che sarebbe tornato sul ring per sfidare Jordan sempre in uno show NWE per il NWE World Heavyweight Championship.
Il 25 giugno 2008, Warrior tornò sul ring dopo dieci anni di assenza e vinse il NWE World Heavyweight Championship a Barcellona, ma lo rese immediatamente vacante.

### Ritorno in WWE (2013–2014)

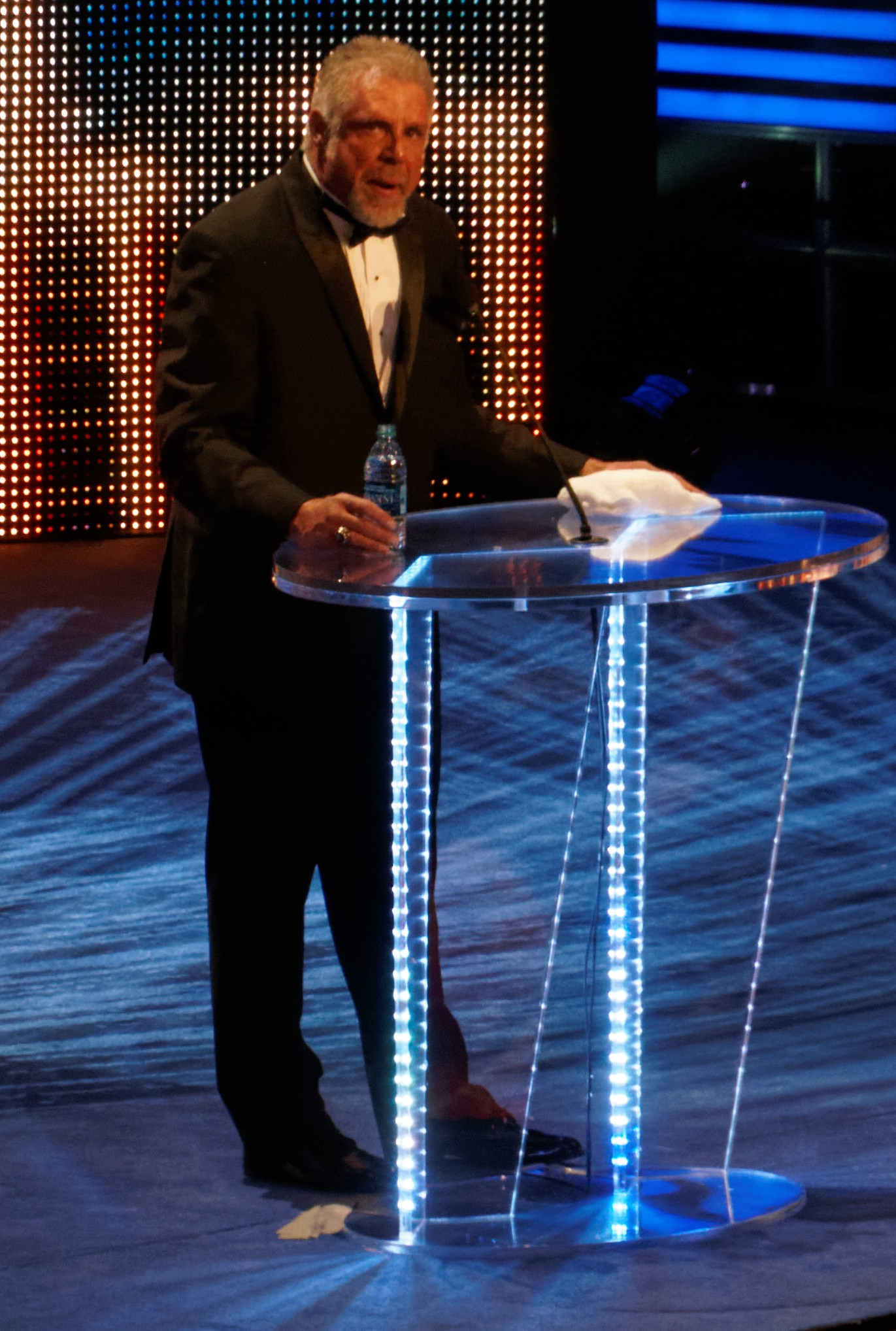
Ultimate Warrior durante la sua introduzione nella WWE Hall of Fame

Il 15 luglio 2013, Warrior è stato parte del trailer del videogioco WWE 2K14 e ha rivelato che era nel roster come un bonus pre-ordine.
Il 5 aprile 2014, è stato inserito nella classe del 2014 della WWE Hall of Fame. Il giorno dopo, Warrior è apparso a WrestleMania XXX, e la notte seguente, il 7 aprile ha pronunciato un promo a Raw, nella sua prima apparizione nello show dal 1996.

Durante quella che si rivelò essere la sua ultima apparizione a Raw, Warrior ha tenuto un discorso ai tifosi e agli atleti del passato e del presente come il suo personaggio di Ultimate Warrior. Durante il discorso ha detto: 
(The Ultimate Warrior)

## Morte
Warrior, alloggiato con la moglie all'hotel Sonesta di Scottsdale, Arizona, è deceduto nel pomeriggio di martedì 8 aprile 2014 a causa di un attacco cardiaco dovuto all'arteriosclerosi, collassando nel parcheggio con una mano sul petto mentre con la consorte si stava dirigendo alla propria automobile. Dopo i funerali, il suo corpo è stato sepolto nel Cimitero di West Point, Indiana.

## Vita privata

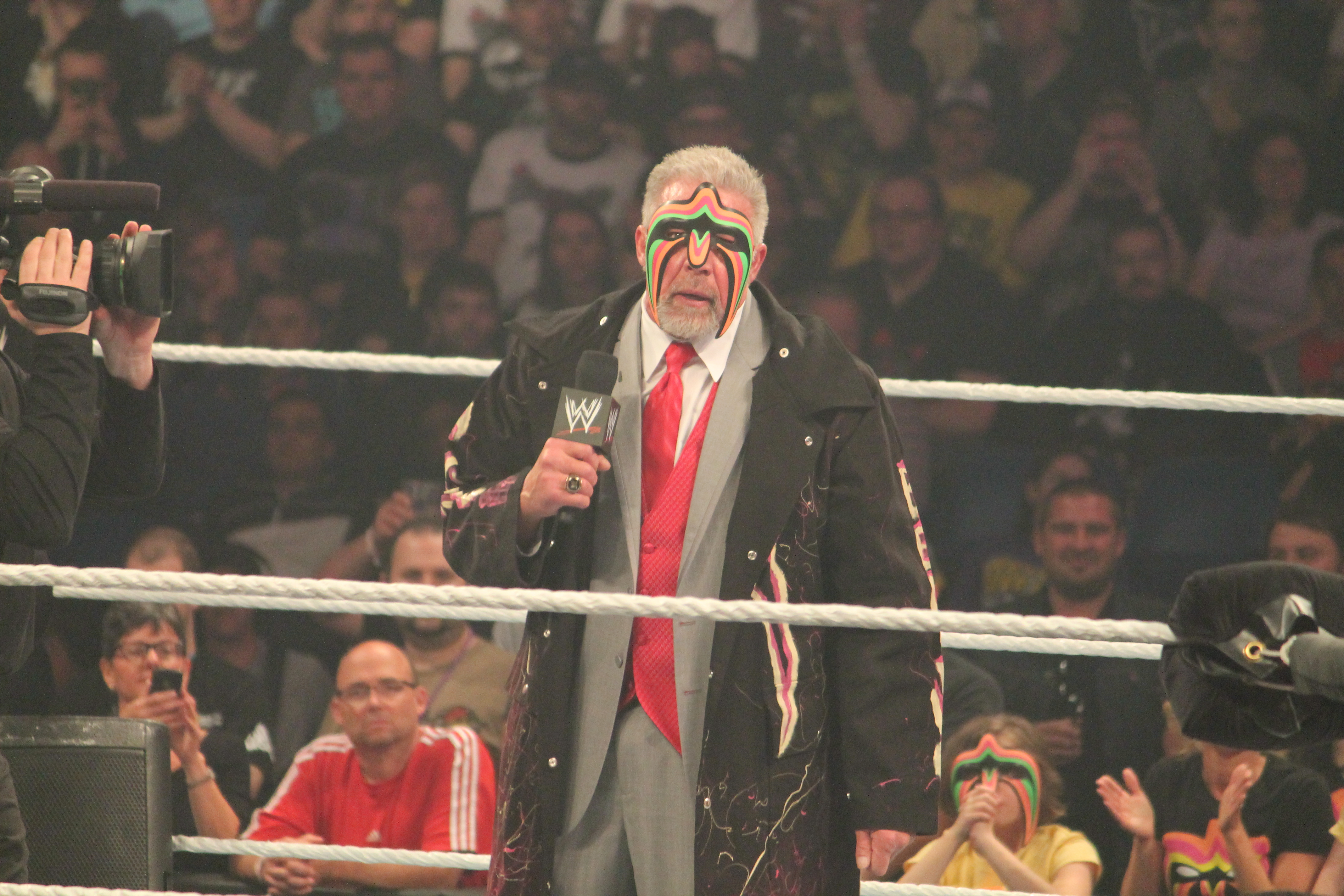
Warrior nella sua ultima apparizione a Raw, con una maschera raffigurante la sua caratteristica pittura facciale

Warrior ha sposato Shari Lynn Tyree il 2 ottobre 1982. La coppia si incontrò a Dallas, in Texas presso la famosa Million Dollar Saloon strip club dove Shari stava lavorando al momento. Rimasero insieme per la maggior parte della carriera di Warrior WWF prima di divorziare il 22 marzo 1991, due giorni prima di WrestleMania VII. Warrior si è sposato per la seconda volta con Dana Viale il 31 gennaio 1999. Ebbero due figlie.

### Voci sulla sua morte
Nel 1992 Warrior ritornò in WWF a WrestleMania VIII dopo circa otto mesi d'assenza dalle scene (la sua ultima apparizione era stata a SummerSlam 1991). A causa del drastico cambio d'immagine (meno massa muscolare, e capelli più corti e biondi), iniziarono a circolare voci tra i fan che il nuovo Ultimate Warrior fosse un altro lottatore ad interpretare il ruolo, una sorta di impostore, e non il vero Warrior. Alcuni ipotizzarono che Warrior fosse morto a causa di un collasso del fegato dovuto all'abuso di steroidi o dello scoppio di una vena del braccio che avrebbe bloccato la circolazione sanguigna.

### Cause giudiziarie
Nel 1993, Hellwig ha cambiato legalmente il suo nome in Warrior. Questo nome compare su tutti i documenti legali relativi alla sua vita e i suoi stessi figli hanno Warrior come loro cognome legale.
Warrior e la WWE hanno avuto una serie di cause e azioni legali, nel 1996 e nel 1998, in cui entrambe le parti affermavano di possedere i diritti di copyright sul personaggio e sui nomi "Warrior" e "Ultimate Warrior": la corte ha infine stabilito che Warrior era legalmente autorizzato a usare trucco, costumi, disegni, warpaint e caratteristiche generali del personaggio di Ultimate Warrior.
Il 27 settembre 2005, la WWE ha pubblicato un DVD incentrato sulla carriera di Warrior e intitolato The Self-Destruction of the Ultimate Warrior. Il reportage si caratterizza per i commenti di wrestler della WWE del passato e del presente, la maggior parte dei quali poco lusinghieri: Triple H, ad esempio, affermò che la sua sconfitta contro Warrior a Wrestlemania XII lo aveva lasciato con sentimenti contrastanti, dicendo inoltre che il guerriero per lui è stato una delle persone meno professionali con le quali abbia mai lavorato. Nel gennaio 2006, proprio in seguito ad affermazioni di questo genere, Warrior ha presentato una querela contro la WWE per diffamazione, respinta poi il 18 settembre 2009.

### Conferenziere
Terminata la carriera di wrestler, Warrior ha avuto una breve carriera da speaker e conferenziere. Nei suoi discorsi, che spaziano dalla politica all'attualità e al costume, Warrior criticava aspramente le associazioni (politiche e non) di sinistra, accostando il suo pensiero a quello della destra cristiana americana. In questo periodo, Warrior ha ricevuto aspre critiche a causa di alcune sue dichiarazioni ritenute offensive nei confronti delle persone omosessuali.
Nell'aprile 2006, il sito della World Wrestling Entertainment ha aperto un sondaggio per individuare quale wrestler fosse per i fan il più meritevole di entrare nella Hall of Fame. Il Guerriero è risultato di gran lunga il più votato. A questo riguardo, Ultimate Warrior ha rinunciato alla sua introduzione nella Hall of Fame del 2012.

## Personaggio

### Mosse finali
- Ultimate Splash (running splash, di solito preceduto da un gorilla press drop)

## Titoli e riconoscimenti
Nu-Wrestling Evolution
- NWE World Heavyweight Championship (1)

Pro Wrestling Illustrated
- Comeback of the Year (1992)
- Feud of the Year con The Undertaker (1991)
- Match of the Year contro Hulk Hogan a WrestleMania VI (1990)
- 9º tra i 500 migliori wrestler singoli nella PWI 500 (1992)
- 101º tra i 500 migliori wrestler singoli nella PWI Years (2003)

World Class Championship Wrestling
- WCWA Texas Heavyweight Championship (1)
- WCWA World Tag Team Championship (1) – con Lance Von Erich

World Wrestling Federation/WWE
- WWF Championship (1)
- WWF Intercontinental Championship (2)
- WWE Hall of Fame (2014)
- Slammy Award (1)
  - Return of the Year (2014)

World Wrestling Superstars
- WWS Heavyweight Championship (1)

Wrestling Observer Newsletter
- Most Overrated (1989–1991)
- Readers' Least Favorite Wrestler (1989–1990)
- Worst Feud of the Year (1989) con André the Giant
- Worst Feud of the Year (1992) con Papa Shango
- Worst Feud of the Year (1998) con Hulk Hogan
- Worst Worked Match of the Year (1989) contro André the Giant il 31 ottobre
- Worst Worked Match of the Year (1998) contro Hulk Hogan a Halloween Havoc
- Worst Wrestler (1988, 1998)